# Kreuzprobe (Medizin)

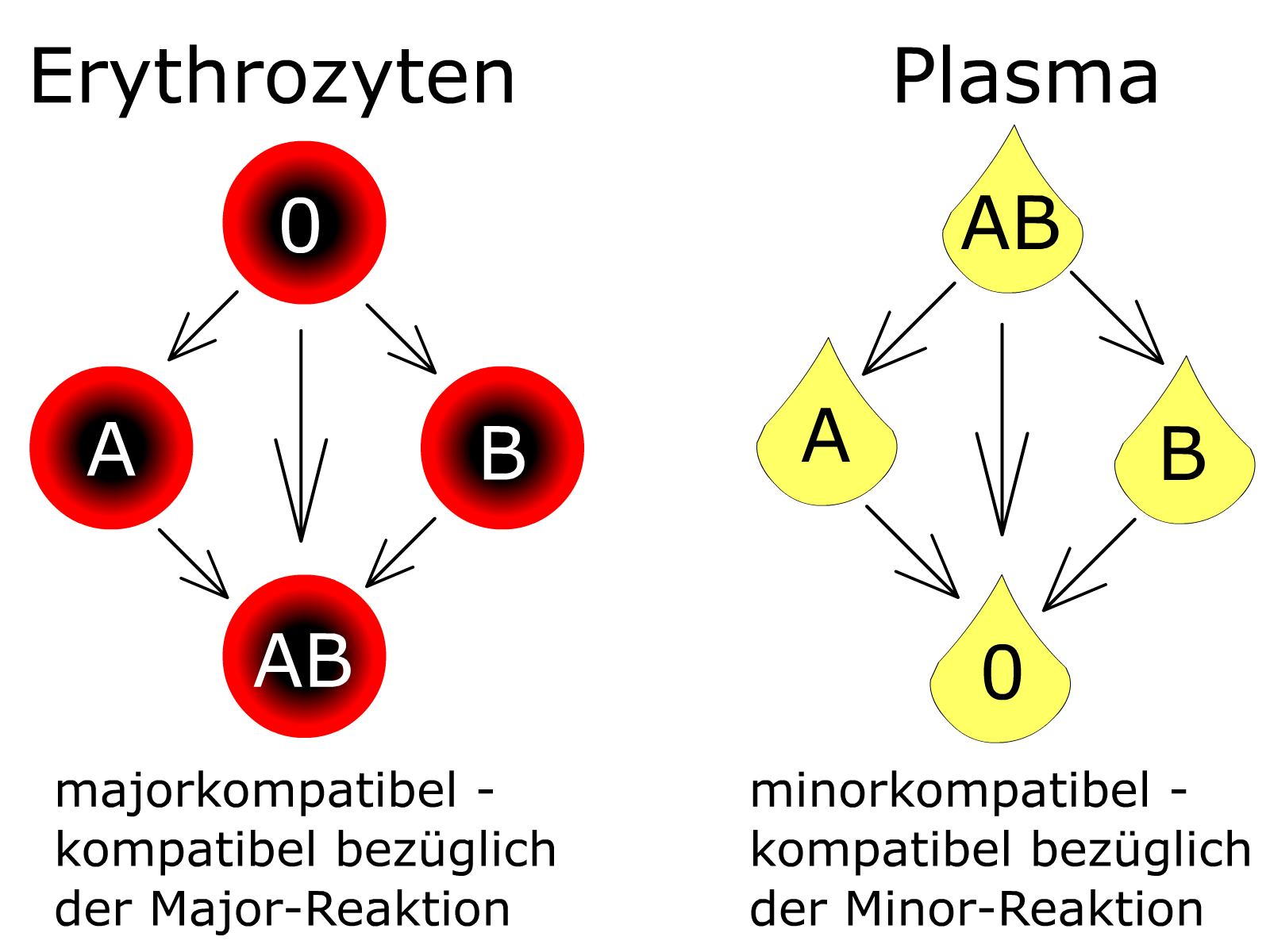
Universalspender und Universalempfänger hinsichtlich der Major- und Minorreaktion, Major-Reaktion von Spendererythrozyten und Empfängerplasma, Minor-Reaktion von Spenderplasma und Empfängererythrozyten

Bei Bluttransfusionen versteht man unter einer Kreuzprobe, korrekt eigentlich serologische Verträglichkeitsprobe, eine In-vitro-Untersuchung der Verträglichkeit von Spender- und Empfängerblut. Kreuzproben dienen dazu, Unverträglichkeiten aufgrund unterschiedlicher Blutgruppen auszuschließen. Dabei werden sowohl Unverträglichkeiten auf Grund der AB0-Blutgruppen als auch aus anderen Gründen, wie beispielsweise Rhesus-Unverträglichkeiten, ausgeschlossen.
Nach der Vermischung kann makroskopisch und lichtmikroskopisch untersucht werden, ob eine Verklumpung (Agglutination) zustande kommt.

## Die In-vitro-Testung
Mit der serologischen Verträglichkeitsprobe soll untersucht und festgestellt werden, ob sich in dem zu transfundierenden Blut (der "Blutkonserve") und/oder in dem Patienten- bzw. Empfängerblut Antikörper befinden, die eine hämolytische Transfusionsreaktion auslösen. Die serologische Verträglichkeitsprobe oder Kreuzprobe  besteht aus drei Stufen:

### Kochsalz-Test  (1. Stufe)
Stellt die eigentliche Kreuzprobe dar und wird in physiologischer Natriumchloridlösung durchgeführt.

#### Große Kreuzprobe (Major-Probe)
Bei der Major-Reaktion („große Kreuzprobe“) werden von Serum getrennte Erythrozyten des Spenders mit dem Blutserum des Empfängers vermischt. Enthält das Serum des Empfängers Antikörper gegen das Erythrozytenantigen des Spenders, kommt es zu einer Agglutination. Eine Agglutination ist eine absolute Kontraindikation für eine Bluttransfusion.

#### Kleine Kreuzprobe (Minor-Probe)
Bei der Minor-Reaktion („kleine Kreuzprobe“) werden die Erythrozyten des Empfängers mit dem Blutserum des Spenders vermischt. Bei positiver Minor-Probe und negativer Major-Reaktion kann trotzdem eine Bluttransfusion durchgeführt werden, da die Antikörper des Spenders im Blut des Empfängers stark verdünnt werden. Diese Art der Kreuzprobe wird heute kaum noch angewendet, da es sich bei Blutkonserven meist um Erythrozyten-Konzentrate handelt.

### Albumin-Test (2. Stufe)
Suche nach inkompletten Antikörpern, die im physiologischen Kochsalzmilieu keine Agglutination hervorrufen. Hierzu wird die Probe mit einer Rinderalbuminlösung (30%ige Albuminlösung, auch BSA, zu englisch bovine serum albumin) versetzt, für eine Zeit von ca. 40 Minuten bei 37 °C inkubiert und anschließend zentrifugiert.
Unter kompletten Antikörpern versteht man Antikörper vom IgM-Typ, solche Antikörper sind groß genug, dass ihre Fab-Bindungsstellen (Fab-Fragmente) den natürlichen Abstand zwischen den Erythrozyten überbrücken können. Deshalb sind sie in der Lage ohne weitere Zusätze die Erythrozyten zu agglutinieren.
Im Gegensatz hierzu handelt es sich bei den inkompletten Antikörper um Antikörper vom IgG-Typ. Da diese Antikörper kleiner sind als die kompletten IgM-Antikörper, sind sie nicht fähig den Abstand zwischen den Erythrozyten ohne die Zugabe etwa eines Coombs- oder Antihumanglobulin-Serum zu überbrücken. Ohne einen solchen Serumzusatz kommt es trotz einer Antigen-Antikörper-Reaktion nicht zu einer nachweisbaren Agglutination, wodurch sie sich im Testansatz einem  serologischen Nachweis entziehen. Erst durch den Zusatz des Coombs-Serums ist dies möglich.

### Direkter Coombs-Test (3. Stufe)
Beim direkten Coombs-Test kann man immunhämatologisch den Nachweis erbringen, ob die Patientenerythrozyten mit inkompletten Antikörpern (Immunglobulinen oder Komplementfaktoren) beladen sind. Handelt es sich dabei also um irreguläre Antikörper der Immunglobulinen der Klasse IgM, so wird es bereits auf dieser Stufe zu einer Agglutination kommen. Der direkte Coombs-Test wird durchgeführt, wenn eine positive Eigenprobe im indirekten Coombs-Test vorliegt.
Mit dem indirekten Coombs-Test werden im Serum zirkulierende Antikörper nachgewiesen. Die inkompletten Antikörper, sogenannte nicht-gebundene, im Serum zirkulierende Antikörper vom IgG-Typ können erst durch den Zusatz des Coombs- oder Antihumanglobulin-Serum  zu einer Agglutination führen. Ohne den Zusatz des Coombs-Serum kann der Nachweis von irregulären Antikörpern der Immunglobulinen der Klasse IgG nicht gelingen, da ihnen der überbrückenden Charakter fehlt und so die einzelnen Erythrozyten sich nicht als Agglutinat zusammenballen können.  Der Test hat vor allem Bedeutung für den Nachweis inkompletter Antikörper im Serum, Antikörpersuchtest. Der indirekte Coombs-Test erfolgt in zwei laborklinischen Schritten.
Im ersten Schritt inkubiert man das zu untersuchende Blutplasma mit definierten Test-Erythrozyten. Sind im untersuchten Patientenserum Antikörper enthalten, kommt es zu einer Bindung an die Test-Erythrozyten, doch nicht zur Agglutination.
Denn erst im zweiten Schritt, wenn das Coombs-Serum zu den zuvor behandelten (inkubierten) Test-Erythrozyten gegeben wird, kommt es bei einem positiven Befund zur Agglutination.

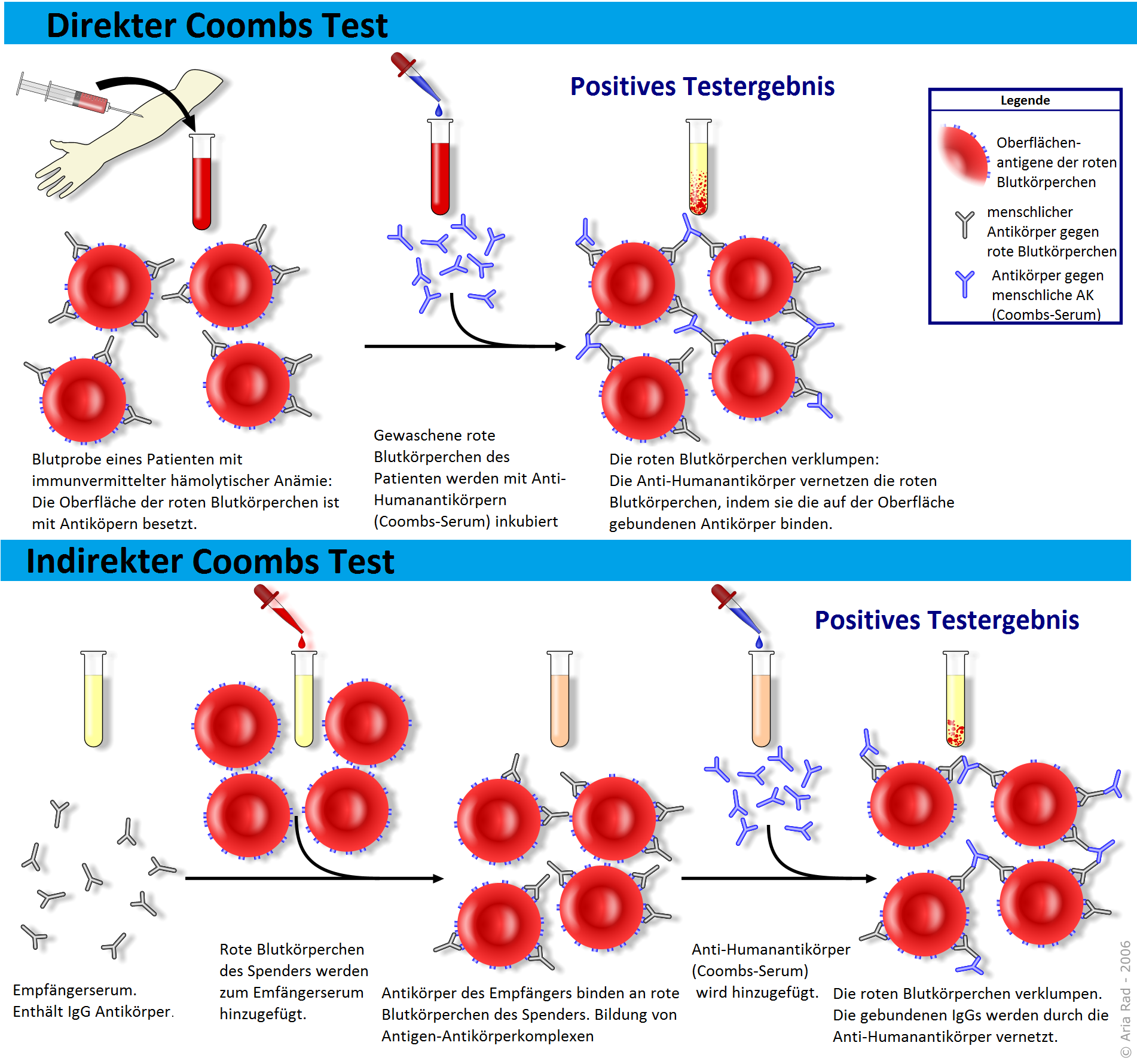
Schematische Darstellung; Oben direkter Coombstest: Empfänger- oder Patientenerythrozyten tragen auf ihrer Zellmembran Antikörper und werden mit dem Coombsserum inkubiert, Folge: die roten Blutkörperchen verklumpen. Unten indirekter Coobstest: Empfänger- oder Patientenserum enthält (nicht-verklumpende) Antikörper des Typs IgG hierzu werden Spendererythrozyten (zu transfundierende Blutkonserve) gegeben. Die freien Serumantikörper binden auf den Spendererythrozyten und nach der Zugabe des Coombsserums kommt es zur Agglutination.